# Уайтхед, Уильям (сценарист)
Уильям Уайтхед (16 августа 1931 года, Гамильтон, Онтарио, Канада — 1 февраля 2018 года, Торонто) — канадский писатель. Работал с CBC над созданием документальных фильмов, в том числе в соавторстве с Тимоти Финдли. Написал более 100 эпизодов к научной программе на CBC The Nature of Things.

## Биография
Отец Уильяма страдал от эпилепсии и часто терял работу, поэтому в поисках работы родители Уильяма Уайтхеда, Марджори (урождённая Робинсон) и Беркли Кайл Уатхеды, переехали в Гамильтон из Саскачевана. Именно в Гамильтоне 16 августа 1931 года родился Уильям Уайтхед. Позднее семья вернулась в Реджайну, а родители Уильяма развелись. В следующий раз после развода родителей Уильям Уайтхед увидел отца только в подростковом возрасте, когда приехал в Торонто на конференцию. После повторного брака Марджори, Уильям поселился у семьи Робинсонов, родителей матери. У Фреда Робинсона был магазин мужской одежды, управление которым он планировал передать внуку.
Уильям же был увлечён наукой, а в особенности животными и насекомыми. В 12 лет он был самым молодым членом Саскачеванского общества естественной истории. Он хотел стать энтомологом. Уильям Уайтхед окончил университет Саскачевана, получив диплом в области биологии, его работа заключалась в исследовании мускулатуры чёрной вдовы. Он показал настолько блестящие результаты, что был приглашён в Йель, однако принял приглашение департамента анатомии университета Саскачевана. Работа заключалась в подготовке материалов для студентов-медиков, кроме того Уайтхед принимал участие в проекте по изучению рака у мышей.
Будучи в университете, Уайтхед выбрал второй специализацией театр, став после этого продюсером любительской театральной группы в Саскатуне. В 1953 году в рамках Стрэтфордского фестиваля начался театральный тур по стране с постановками Макбета и Святой Иоанны. Когда Уайтхед спросил исполнителя главной роди, что нужно сделать чтобы попасть в магический мир театра, он получил ответ «Уехать из Саскачевана».
В 1957 году Уайтхед оставил работу в университете и приехал в Торонто. Вскорости он стал работать в Стрэтфорде и играть небольшие роли. Вместе с театром Уайтхед объехал всю Канаду. Однако такая работа не давала достаточно денег на жизнь и Уайтхед был рад открытию в Торонто O’Keefe Centre, в котором он стал продавать билеты. Позднее он стал работать в репертуарном театре, дававшем представления в центральной библиотеке Торонто.
Именно в этом месте в 1962 году он познакомился с Тимоти Финдли. Финдли напросился к Уайтхеду на просмотр премьеры Crawling Arnold на канале CBC, в котором тот принимал участие. Именно с этого началась 40-летняя история их взаимоотношений. Вместе с тем, у Уайтхеда было несколько длительных романов на стороне, один из которых продолжался восемь лет.
Через пять лет работы в театре пара решила сменить карьеру: Финдли начал писать романы, а Уайтхед стал автором научной программы The Learning Stage на CBC Radio. Уайтхед написал более 100 эпизодов к научной программе на CBC The Nature of Things. Разнообразие эпизодов включало объяснение солёности жидкостей в теле человека, рассказ о группе индейцев майя, избежавших христианизации и сохранивших древние верования, или о матриархате в социальной структуре некоторых подвидов обезьян. По словам бывшего директора программы, Нэнси Арчибальд (Nancy Archibald), «Он занимался огромным спектром научных дисциплин для нас, включая естественную историю, сохранение, антропологию, медицинские исследования — он мог погрузиться во что угодно» («He handled an enormous spectrum of science subjects for us including natural history, conservation, anthropology, medical research — he could dive into anything»).
В 1972—1976 года на CBC транслировалась другая документальная работа Уайтхеда — Images of Canada. По мотивам работы Пьера Бертона о строительстве Canadian Pacific Railway, The National Dream, Уильям Уайтхед и его партнёр Тимоти Финдли в 1979 году создали документальный фильм Dieppe 1942. Уайтхед написал два из восьми эпизодов A Planet for the Taking (1985), транслировавшийся на протяжении нескольких лет по всему миру, а также адаптировал противоречивый роман Фарли Моуэта — Трагедия моря (Sea of Slaughter). В 2006 году Уайтхед работал с Теренс Макартни-Филгейт (Terence Macartney-Filgate) над созданием документального фильма о строительстве нового здания оперы в Торонто — Raising Valhalla.
Сам Уайтхед в 2012 году сказал, что в основном рассматривал себя в качестве партнёра великого новеллиста Тимоти Финдли, утверждая что в работах последнего всегда можно заметить рядом кого-то высокого, с широкой улыбкой, карими волосами и глазами. Уайтхед перепечатывал рукописи Финдли, отвечал на его почту, старался ограничить его употребление алкоголя и делал многое другое для организации социальной жизни и успеха последнего.
Пара жила на ферме в Каннингтоне к северу от Торонто, которую они назвали Stone Orchard. На ферме обитало большое количество животных. В 1995 году они купили дом с большим цветником на юге Франции, в котором оборудовали кабинет для Финдли. Постепенно пара стала проводить в нём всё больше времени и после 35 лет они продали ферму Stone Orchard. Будучи в Канаде они останавливались в квартире в Стрэтфорде. Финдли скончался в июне 2002 года, ему был 71 год. В 2005 году Уатхед продал дом во Франции.
В декабре 2017 году доктора диагностировали у Уильяма Уайтхеда рак лёгких в последней стадии. 1 февраля 2018 года он скончался в своём доме в Торонто.